# Dolichomitus sericeus
Dolichomitus sericeus là một loài tò vò trong họ Ichneumonidae.